# Хаслін Каур
Хаслін Каур — індійська модель. Вона зайняла друге місце на Pantaloons Femina Miss India і представляла Індію на конкурсі краси Міс Земля 2011 3 грудня 2011 року. Вона знялася в кількох рекламних оголошеннях, перш ніж дебютувати в Боллівуді у фільмі 2014 року «Карле П’яр Карле» .

## Раннє життя та освіта
Хаслін виросла в Делі. Вона закінчила англомовний коледж Ісуса та Мері, а пізніше отримала ступінь з масової комунікації в Індійському інституті масових комунікацій у Нью-Делі.

## Моделювання
Хаслін Каур була моделлю для кількох рекламних роликів. Вона також працювала елітною моделлю і з'явилася в Elite Fashion Calendar в 2011 році 

### Жінка Міс Індія
Вона брала участь у конкурсі Pantaloons Femina Miss India 2011 і виграла конкурс Femina Miss India Earth 2011, де Канішта Дханкар була коронована як Femina Miss India World. Femina Miss India Earth 2010 і чинна Miss Earth 2010 Ніколь Фаріа коронували її в кінці заходу.

### Міс Земля 2011
Вона брала участь у конкурсі Міс Земля 2011, який проходив 3 грудня в Манілі, Філіппіни, але не потрапила до фіналу.

## Кар'єра
Хаслін була фотомоделлю.

### Фільмографія
| Рік      | Фільм             | Роль  | Мова  | Примітки     |
| -------- | ----------------- | ----- | ----- | ------------ |
| 2014 рік | Карле Пьяар Карле | Preet | гінді | Головна роль |

## Зовнішні посилання
- Хаслін Каур на сайті IMDb (англ.)
- Міс Індія - Профіль
- Популярні статті про - Хаслін Каур - Times Of India